# Jan Halldoff
Jan "Janne" Harry Halldoff (Estocolm, 4 de setembre de 1939 - 23 de juliol de 2010) va ser un director de cinema i guionista suec. Va dirigir 17 pel·lícules entre 1966 i 1982.
La seva pel·lícula de 1967 titulada Livet är stenkul va ser presentada al 17è Festival Internacional de Cinema de Berlín. La seva pel·lícula de 1968 titulada Korridoren va ser presentada al 6è Festival Internacional de Cinema de Moscou. La seva pel·lícula de 1974 Det sista äventyret va guanyar el premi al Millor pel·lícula als 11ns Premis Guldbagge. La seva pel·lícula de 1976 Polare va guanyar el premi per Millor Director als 12ns Premis Guldbagge.

## Selected filmography
- Livet är stenkul (1967)
- Korridoren (1968)
- Rötmånad (1970)
- Det sista äventyret (1974)
- Polare (1976)
- Jack (1977)
- Lämna mej inte ensam (1980)
- Klippet (1982)